# Bronwenia mathiasiae
Bronwenia mathiasiae là một loài thực vật có hoa trong họ Malpighiaceae. Loài này được (W.R.Anderson) W.R.Anderson & C.Davis mô tả khoa học đầu tiên năm 2007.